# كين هوغن
كين هوغن (بالإنجليزية: Ken Hogan)‏ هو لاعب قذف أيرلندي، ولد في 1 مايو 1963 في Lorrha ‏ في جمهورية أيرلندا.